# Topçuköy, Vize
Topçuköy là một xã thuộc huyện Vize, tỉnh Kırklareli, Thổ Nhĩ Kỳ. Dân số thời điểm năm 2011 là 524 người.